# Rhangena
Rhangena é um gênero de traça pertencente à família Arctiidae.